# Mychajło Forkasz
Mychajło Mychajłowycz Forkasz, ukr. Михайло Михайлович Форкаш, ros. Михаил Михайлович Форкаш, Michaił Michajłowicz Forkasz (ur. 28 stycznia 1948 we wsi Czepa, zm. 30 września 2011 w Użhorodzie) – ukraiński piłkarz pochodzenia węgierskiego, grający na pozycji bramkarza.

## Kariera piłkarska

### Kariera klubowa
W 1966 roku rozpoczął karierę piłkarską w klubie Awtomobilist Żytomierz. W 1970 roku został zaproszony do Zorii Woroszyłowgrad. W 1975 bronił barw najpierw SK Łuck, a potem SKA Rostów nad Donem. W następnym roku powrócił do Zorii Woroszyłowgrad. Zakończył karierę we wschodnioniemieckim niższoligowym klubie TSG Neustrelitz, w którym występował od 1977 do 1982 również pełniąc funkcje trenerskie.

### Kariera reprezentacyjna
6 lipca 1972 rozegrał jeden wyjazdowy mecz w składzie reprezentacji ZSRR przeciwko Portugalii (0-1).
Po zakończeniu kariery piłkarza wrócił do Użhoroda, gdzie pracował jako nauczyciel wychowania fizycznego.
Zmarł 30 września 2011 w wieku 63 lat.

## Sukcesy i odznaczenia

### Sukcesy piłkarskie
Zoria Woroszyłowgrad
- mistrz ZSRR: 1972
- finalista Pucharu ZSRR: 1974

### Odznaczenia
- tytuł Mistrza Sportu ZSRR